# Berteaucourt-lès-Thennes
Berteaucourt-lès-Thennes és un municipi francès situat al departament del Somme i a la regió dels Alts de França. L'any 2007 tenia 376 habitants.

## Demografia

### Població

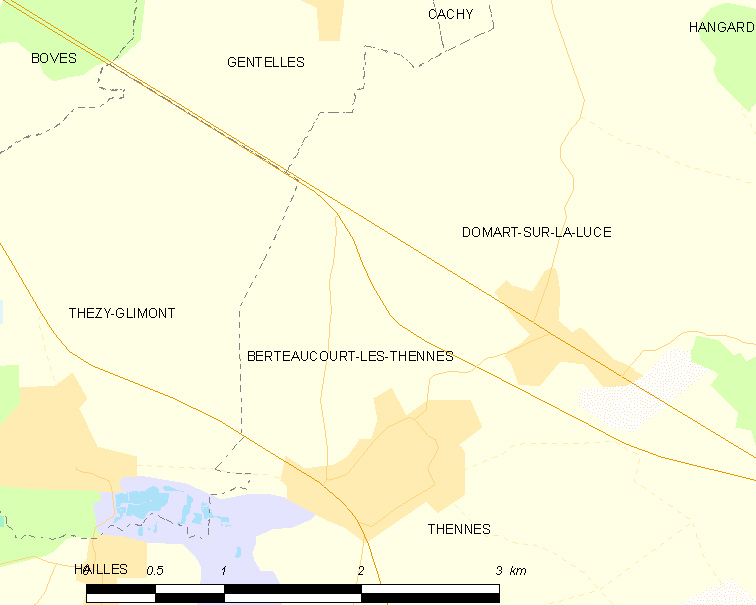

El 2007 la població de fet de Berteaucourt-lès-Thennes era de 376 persones. Hi havia 156 famílies de les quals 32 eren unipersonals (16 homes vivint sols i 16 dones vivint soles), 56 parelles sense fills, 60 parelles amb fills i 8 famílies monoparentals amb fills.

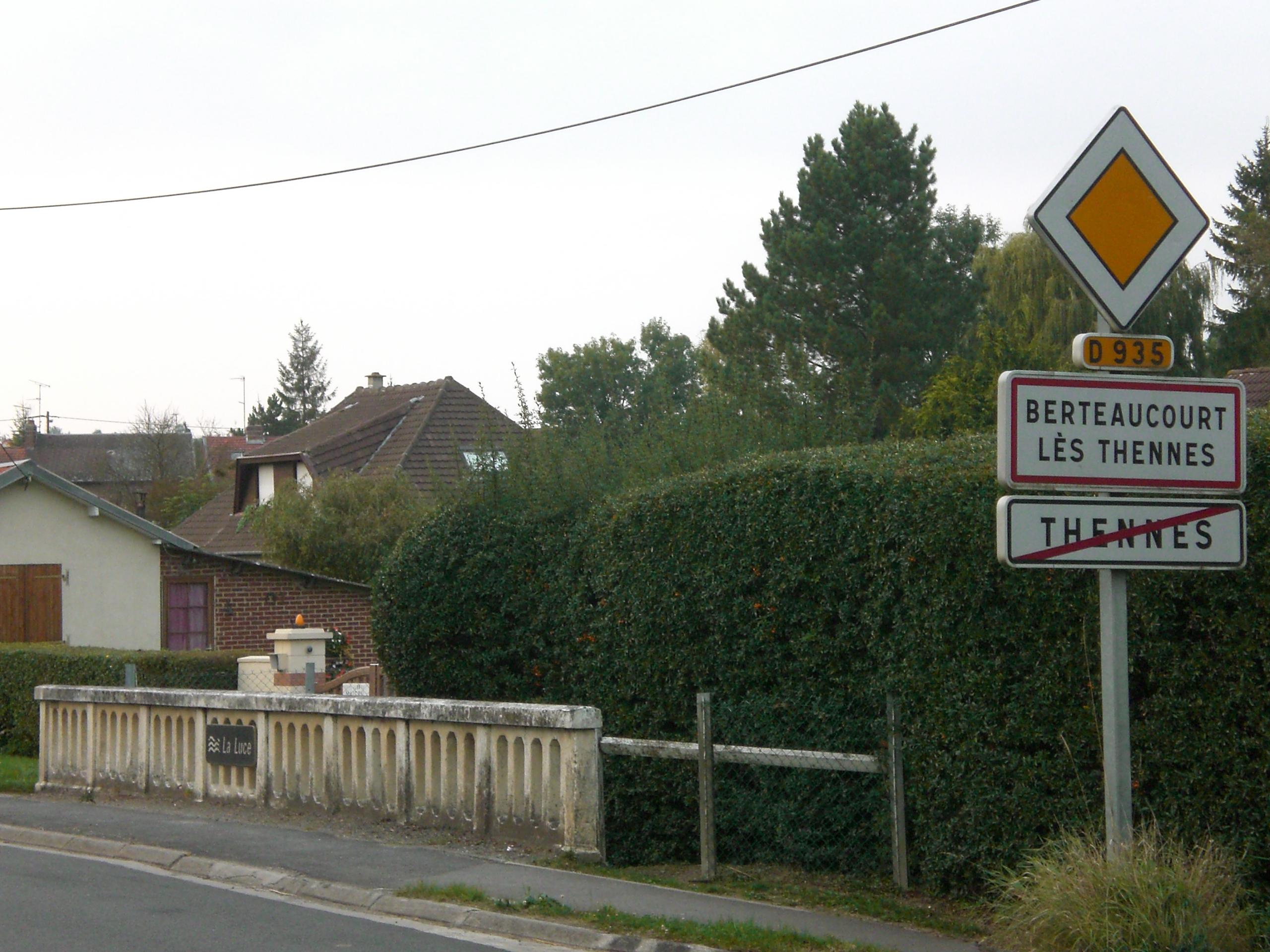

La població ha evolucionat segons el següent gràfic:
Habitants censats

### Habitatges

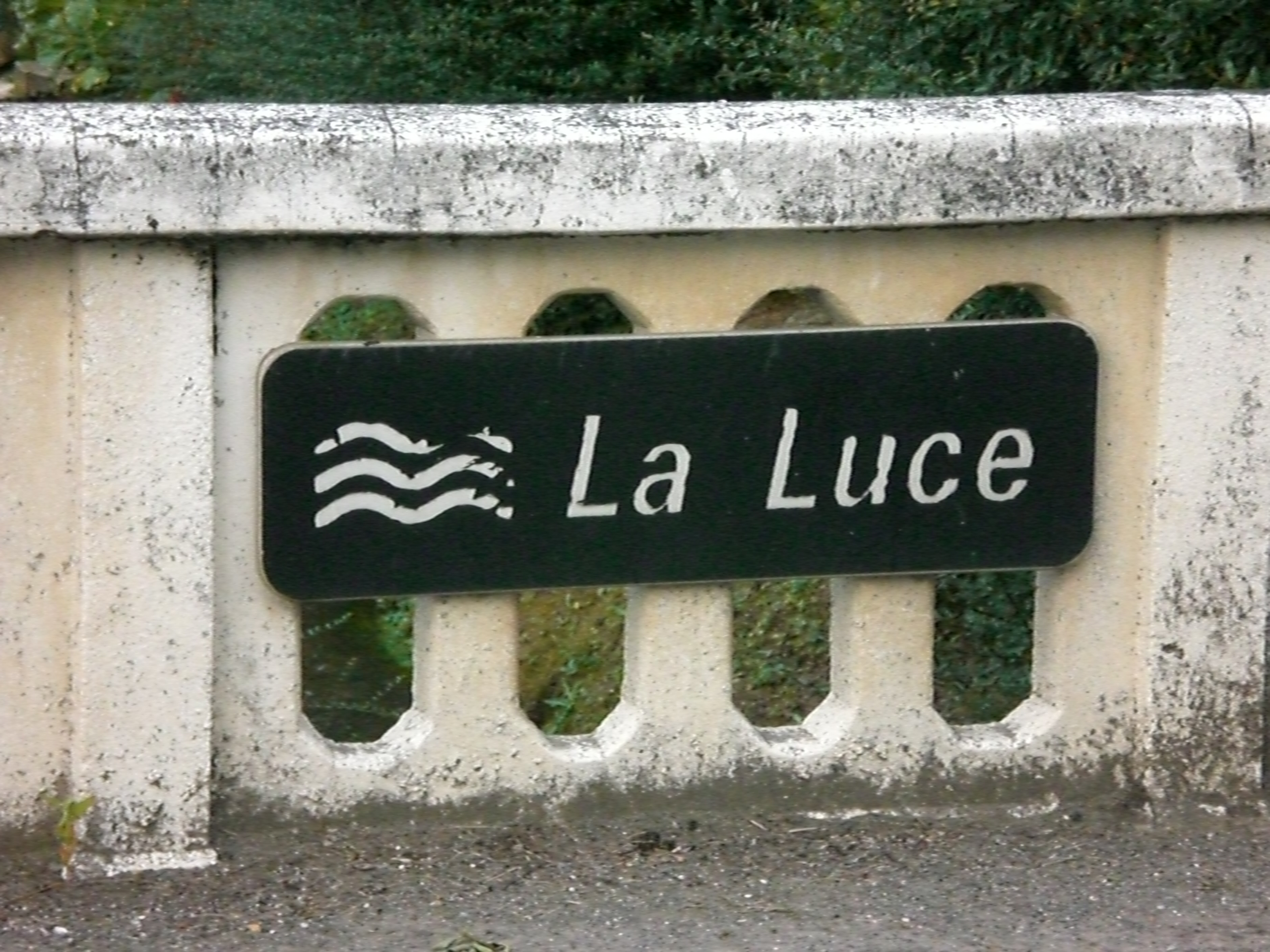

El 2007 hi havia 171 habitatges, 153 eren l'habitatge principal de la família, 6 eren segones residències i 11 estaven desocupats. Tots els 171 habitatges eren cases. Dels 153 habitatges principals, 135 estaven ocupats pels seus propietaris, 14 estaven llogats i ocupats pels llogaters i 4 estaven cedits a títol gratuït; 2 tenien dues cambres, 20 en tenien tres, 41 en tenien quatre i 91 en tenien cinc o més. 127 habitatges disposaven pel capbaix d'una plaça de pàrquing. A 63 habitatges hi havia un automòbil i a 81 n'hi havia dos o més.

### Piràmide de població
La piràmide de població per edats i sexe el 2009 era:
| Homes | Edats   | Dones |
| ----- | ------- | ----- |
| 0     | 95 o +  | 0     |
| 0     | 90 a 94 | 0     |
| 0     | 85 a 89 | 0     |
| 0     | 80 a 84 | 8     |
| 12    | 75 a 79 | 4     |
| 0     | 70 a 74 | 12    |
| 8     | 65 a 69 | 4     |
| 8     | 60 a 64 | 8     |
| 12    | 55 a 59 | 4     |
| 16    | 50 a 54 | 8     |
| 8     | 45 a 49 | 32    |
| 28    | 40 a 44 | 16    |
| 16    | 35 a 39 | 24    |
| 16    | 30 a 34 | 12    |
| 8     | 25 a 29 | 12    |
| 16    | 20 a 24 | 12    |
| 28    | 15 a 19 | 28    |
| 16    | 10 a 14 | 8     |
| 12    | 5 a 9   | 12    |
| 4     | 0 a 4   | 8     |

## Economia

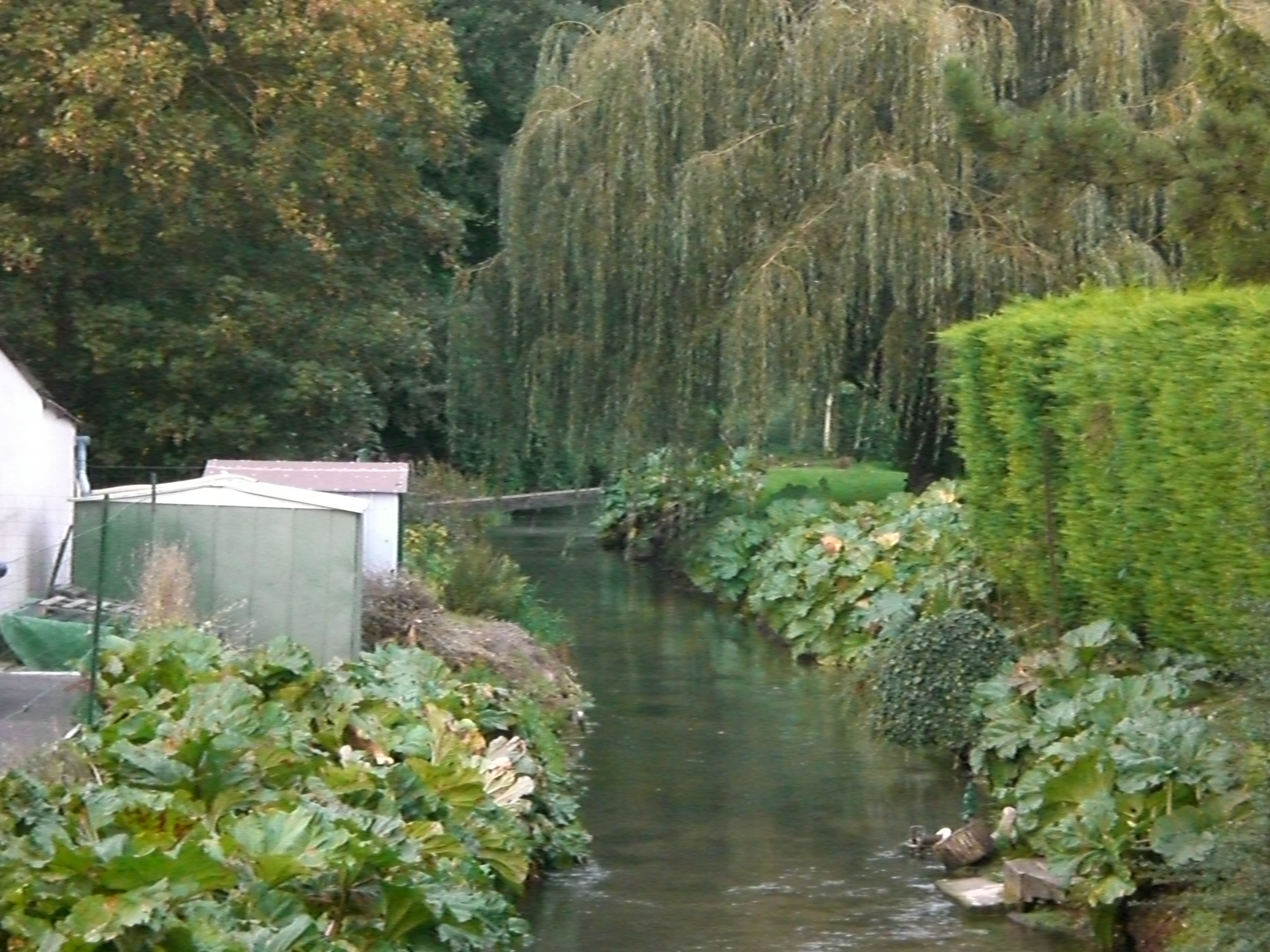

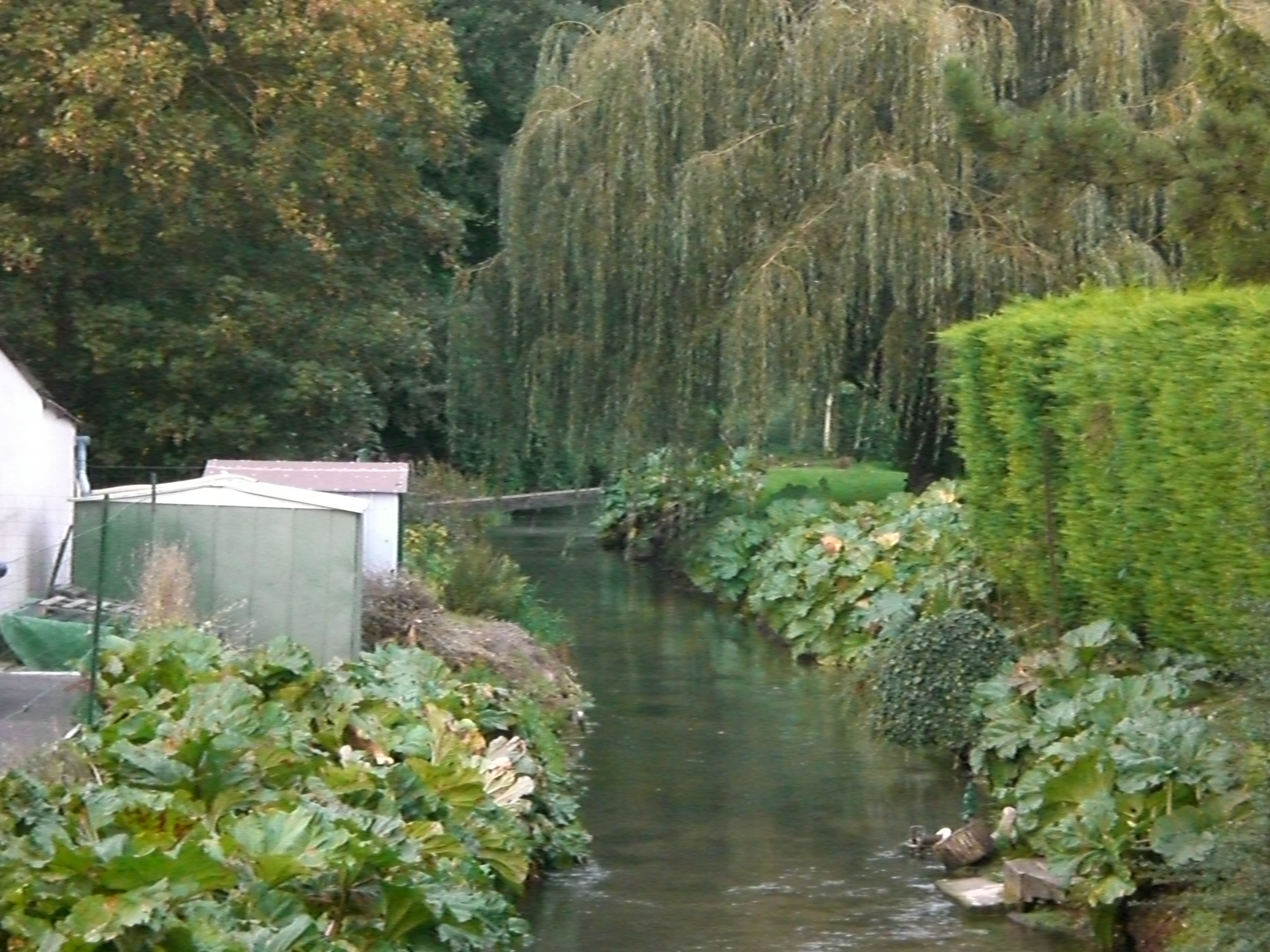

El 2007 la població en edat de treballar era de 259 persones, 199 eren actives i 60 eren inactives. De les 199 persones actives 183 estaven ocupades (100 homes i 83 dones) i 16 estaven aturades (6 homes i 10 dones). De les 60 persones inactives 26 estaven jubilades, 19 estaven estudiant i 15 estaven classificades com a «altres inactius».

### Ingressos
El 2009 a Berteaucourt-lès-Thennes hi havia 158 unitats fiscals que integraven 395 persones, la mediana anual d'ingressos fiscals per persona era de 20.007 €.

### Activitats econòmiques

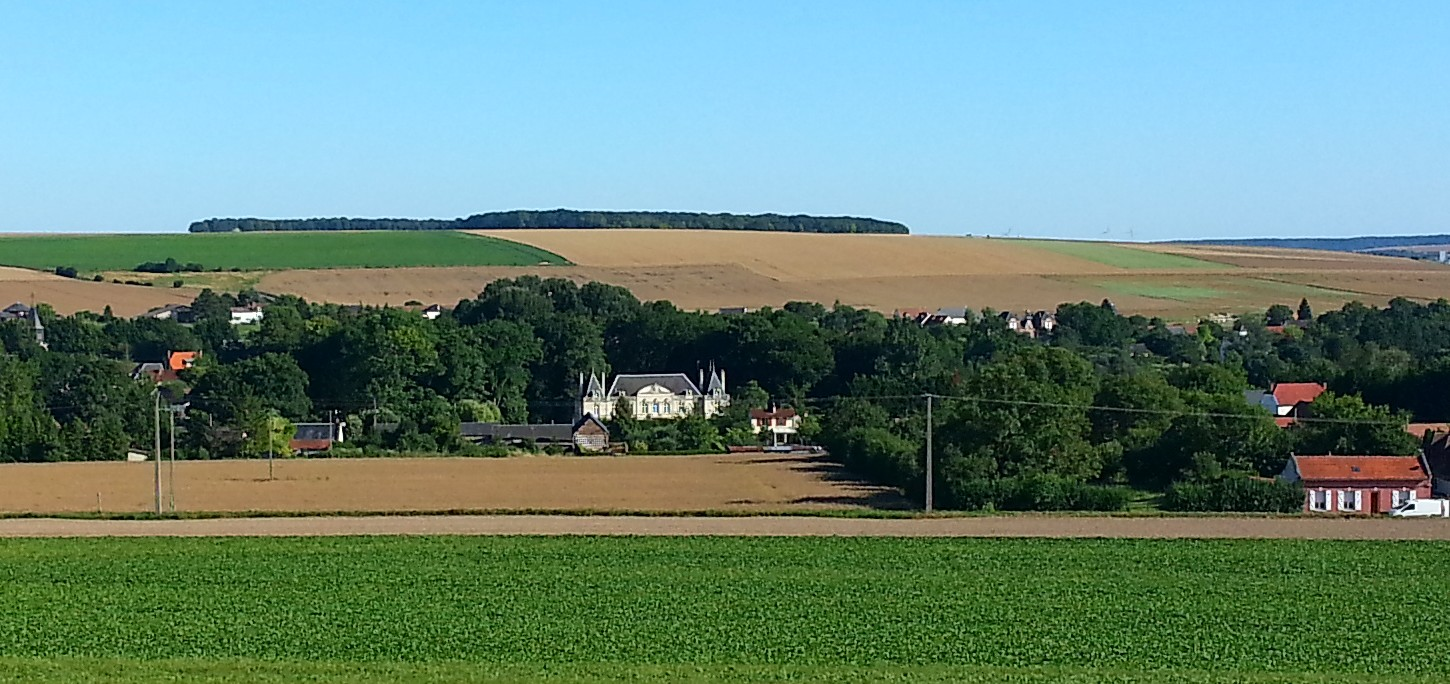

Dels 9 establiments que hi havia el 2007, 1 era d'una empresa extractiva, 1 d'una empresa alimentària, 1 d'una empresa de fabricació d'altres productes industrials, 2 d'empreses de construcció, 1 d'una empresa de transport, 2 d'empreses de serveis i 1 d'una entitat de l'administració pública.
Dels 2 establiments de servei als particulars que hi havia el 2009, 1 era un paleta i 1 electricista.
L'únic establiment comercial que hi havia el 2009 era una fleca.
L'any 2000 a Berteaucourt-lès-Thennes hi havia 4 explotacions agrícoles.

## Equipaments sanitaris i escolars
El 2009 hi havia una escola elemental integrada dins d'un grup escolar amb les comunes properes formant una escola dispersa.

## Poblacions més properes
El següent diagrama mostra les poblacions més properes.